# Proman
Die Proman-Gruppe ist ein Schweizer Chemieunternehmen mit Hauptsitz in Wollerau. Die Gruppe beschäftigt etwa 1600 Mitarbeiter in sechs Staaten. Proman ist der weltweit zweitgrösste Methanolproduzent.

## Geschichte
Proman wurde als Proman GmbH im Jahr 1984 in Düsseldorf gegründet. Gründungsgesellschafter waren: Robert T. York, Erich Mouget senior, Joseph Cassidy, Hermann Kästner, Horst Peter Fiehn, Helmut Knopp und Alfred Pechhacker.
Das Unternehmen beschäftigte sich in den Anfangsjahren mit der Errichtung von Industrieanlagen. Federführend war das Unternehmen u. a. bei dem Bau der Produktionsstrassen zur PKW-Produktion von BMW (1986), Ford (1987), Porsche (1989) und Volkswagen (1989). Weiter zeichnete das Unternehmen verantwortlich für den Bau des «Chung Cheng Memorial Theatre» in Taiwan und des Aufbaus des Raketenbahnhof in Französisch-Guayana für das Ariane-4-Raketenprogramm.
Neben der Errichtung weiter Industrieanlagen in Argentinien, Chile, Kanada und Ägypten konzentrierte sich das Unternehmen ab dem Jahr 1993 auf die Errichtung von petrochemischen Anlagen im Karibikstaat Trinidad und Tobago. Durch das Joint Venture «Clico Energy» mit dem Unternehmen Financial Clico von Lawrence Duprey wurde Proman über Tochterunternehmen Errichter und Mitbesitzer von sieben Industrieanlagen zur Methanol- und Ammoniakproduktion auf der Insel Trinidad.
Mit der Insolvenz von Clico in der Finanzkrise des Jahres 2009 nahm Proman sein Vorkaufsrecht über die Anteile an Clico-Energy wahr. Die Industrieanlagen auf Trinidad befinden sich seitdem, über Tochtergesellschaften, im Besitz von Proman.
Ab dem Jahr 1994 fand eine Verlagerung der Aktivitäten und des Hauptsitzes von Deutschland in die benachbarte Schweiz statt.

## Unternehmensstruktur
Proman hat nahezu die gesamte Wertschöpfungskette im Bereich der Methanol- und Ammoniakproduktion abgeschöpft. Dies sind die Lizenzen, die Planung und der Bau der Industriekomplexe, die Erdgasförderung, der Transport und die Vermarktung der Produkte.
Durch den Betrieb der Offshore-Gasförderplattform von DeNovo Energy ist Proman seit 2018 weitgehend unabhängig von Gaslieferungen der staatlichen «National Gas Company» von Trinidad und Tobago.
Die Tankerflotte zum Transport der Produkte wurde zuletzt im Jahr 2021 auf 13 Schiffe aufgestockt. Im Jahr 2022 kommen sechs weitere Tanker zur Auslieferung.
Zu Proman gehören neben den Produktionsstätten im Oman, auf Trinidad und Tobago, den USA folgende Unternehmen:
- Proman Schweiz
- Proman Deutschland
- Proman Portugal
- Proman USA
- MHTL, Trinidad and Tobago
- OMC, Oman
- Eurotecnica Melamin, Italien
- Proman Shipping, Schweiz
- DeNowo Energy, Trinidad und Tobago
- Natgasoline, USA
- TrailRidge Development Cooperation, USA